# Mumle
Julia Kathrine Hansen, mer känd som "Mumle", född 24 oktober 2003 i Haderslev, är en dansk musiker och sångerska.

## Bakgrund
Julia Kathrine Hansen är född och uppvuxen i den jylländska staden Haderslev. Hon växte inte direkt upp bland musiker, men förklarade i en intervju till en lokal veckotidning att hon alltid har sjungit och älskat musik.
Julia är student från handelshögskolan i Haderslev 2023. Det dök upp ett inlägg på Facebook som efterlyste "nästa popstjärna som sjunger på danska" , sedan tog karriären fart med en ny riktning för den då 19-årige "Mumle".
Namnet "Mumle" är ett smeknamn som Julias föräldrar hittade på för dotterns "mumle uttryck" när hon skulle fotograferas som barn.

## Diskografi

### Singlar
- Moonwalkman (2023)
- The Opposite (2023)
- Julfrid (2023)